# Longvilliers (Pas de Calais)
Longvilliers és un municipi francès situat al departament del Pas de Calais i a la regió dels Alts de França. L'any 2007 tenia 229 habitants.

## Demografia

### Població
El 2007 la població de fet de Longvilliers era de 229 persones. Hi havia 88 famílies de les quals 20 eren unipersonals (4 homes vivint sols i 16 dones vivint soles), 24 parelles sense fills, 40 parelles amb fills i 4 famílies monoparentals amb fills.
La població ha evolucionat segons el següent gràfic:
Habitants censats

### Habitatges
El 2007 hi havia 119 habitatges, 87 eren l'habitatge principal de la família, 26 eren segones residències i 6 estaven desocupats. 115 eren cases i 4 eren apartaments. Dels 87 habitatges principals, 69 estaven ocupats pels seus propietaris, 17 estaven llogats i ocupats pels llogaters i 1 estava cedit a títol gratuït; 5 tenien tres cambres, 22 en tenien quatre i 60 en tenien cinc o més. 67 habitatges disposaven pel capbaix d'una plaça de pàrquing. A 32 habitatges hi havia un automòbil i a 43 n'hi havia dos o més.

### Piràmide de població
La piràmide de població per edats i sexe el 2009 era:
| Homes | Edats   | Dones |
| ----- | ------- | ----- |
| 0     | 95 o +  | 0     |
| 0     | 90 a 94 | 0     |
| 8     | 85 a 89 | 0     |
| 0     | 80 a 84 | 4     |
| 4     | 75 a 79 | 4     |
| 4     | 70 a 74 | 8     |
| 4     | 65 a 69 | 16    |
| 0     | 60 a 64 | 0     |
| 8     | 55 a 59 | 0     |
| 12    | 50 a 54 | 8     |
| 0     | 45 a 49 | 8     |
| 12    | 40 a 44 | 16    |
| 0     | 35 a 39 | 0     |
| 16    | 30 a 34 | 4     |
| 8     | 25 a 29 | 16    |
| 8     | 20 a 24 | 4     |
| 8     | 15 a 19 | 8     |
| 4     | 10 a 14 | 0     |
| 0     | 5 a 9   | 16    |
| 4     | 0 a 4   | 0     |

## Economia
El 2007 la població en edat de treballar era de 150 persones, 101 eren actives i 49 eren inactives. De les 101 persones actives 96 estaven ocupades (57 homes i 39 dones) i 5 estaven aturades (2 homes i 3 dones). De les 49 persones inactives 10 estaven jubilades, 19 estaven estudiant i 20 estaven classificades com a «altres inactius».

### Ingressos
El 2009 a Longvilliers hi havia 89 unitats fiscals que integraven 237 persones, la mediana anual d'ingressos fiscals per persona era de 16.593 €.

### Activitats econòmiques
Dels 8 establiments que hi havia el 2007, 2 eren d'empreses de comerç i reparació d'automòbils, 1 d'una empresa d'hostatgeria i restauració, 1 d'una empresa immobiliària, 2 d'empreses de serveis, 1 d'una entitat de l'administració pública i 1 d'una empresa classificada com a «altres activitats de serveis».
Dels 2 establiments de servei als particulars que hi havia el 2009, 1 era un taller de reparació d'automòbils i de material agrícola i 1 veterinari.
L'any 2000 a Longvilliers hi havia 7 explotacions agrícoles que ocupaven un total de 854 hectàrees.

## Equipaments sanitaris i escolars
El 2009 hi havia una escola maternal integrada dins d'un grup escolar amb les comunes properes formant una escola dispersa.

## Poblacions més properes
El següent diagrama mostra les poblacions més properes.